# Médaille suprême du monde turcique

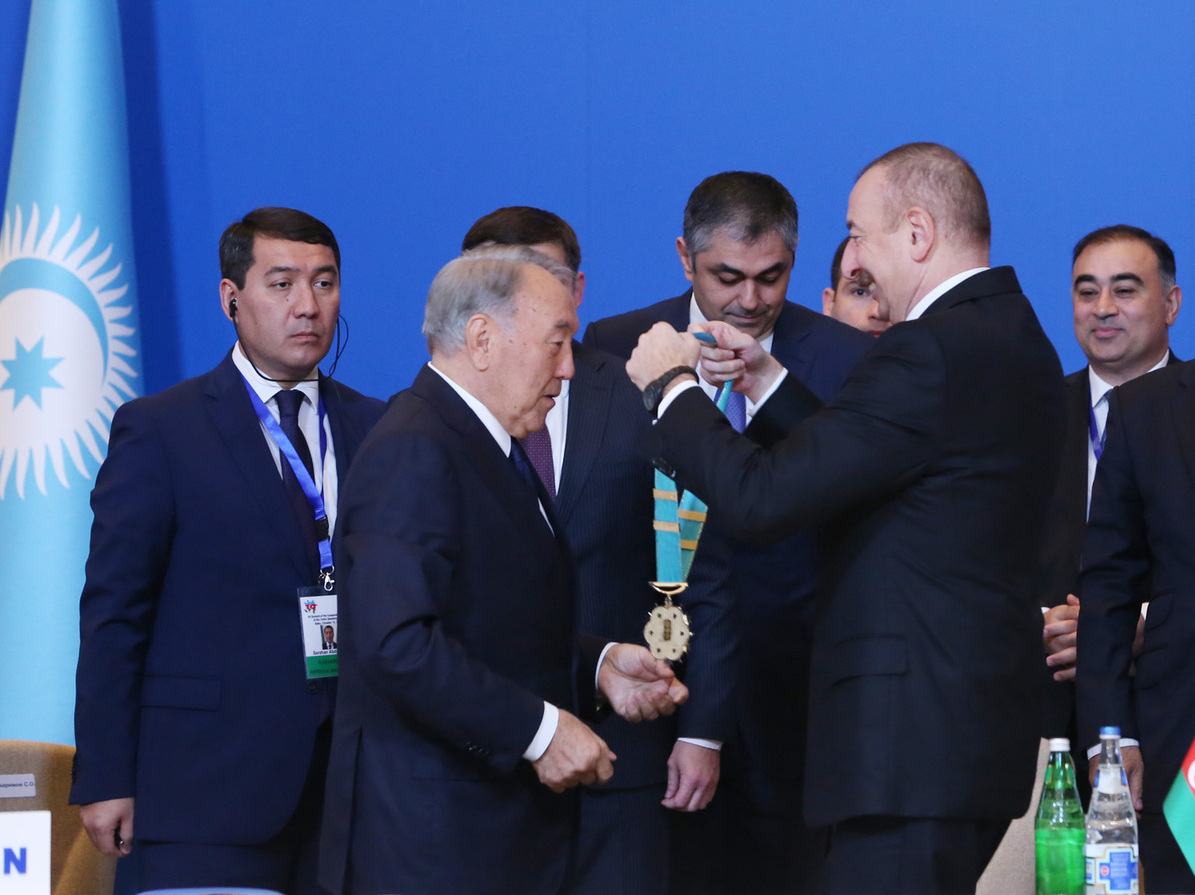
Remise de la médaille au président du Kazakhstan Nursultan Nazarbayev (2019)

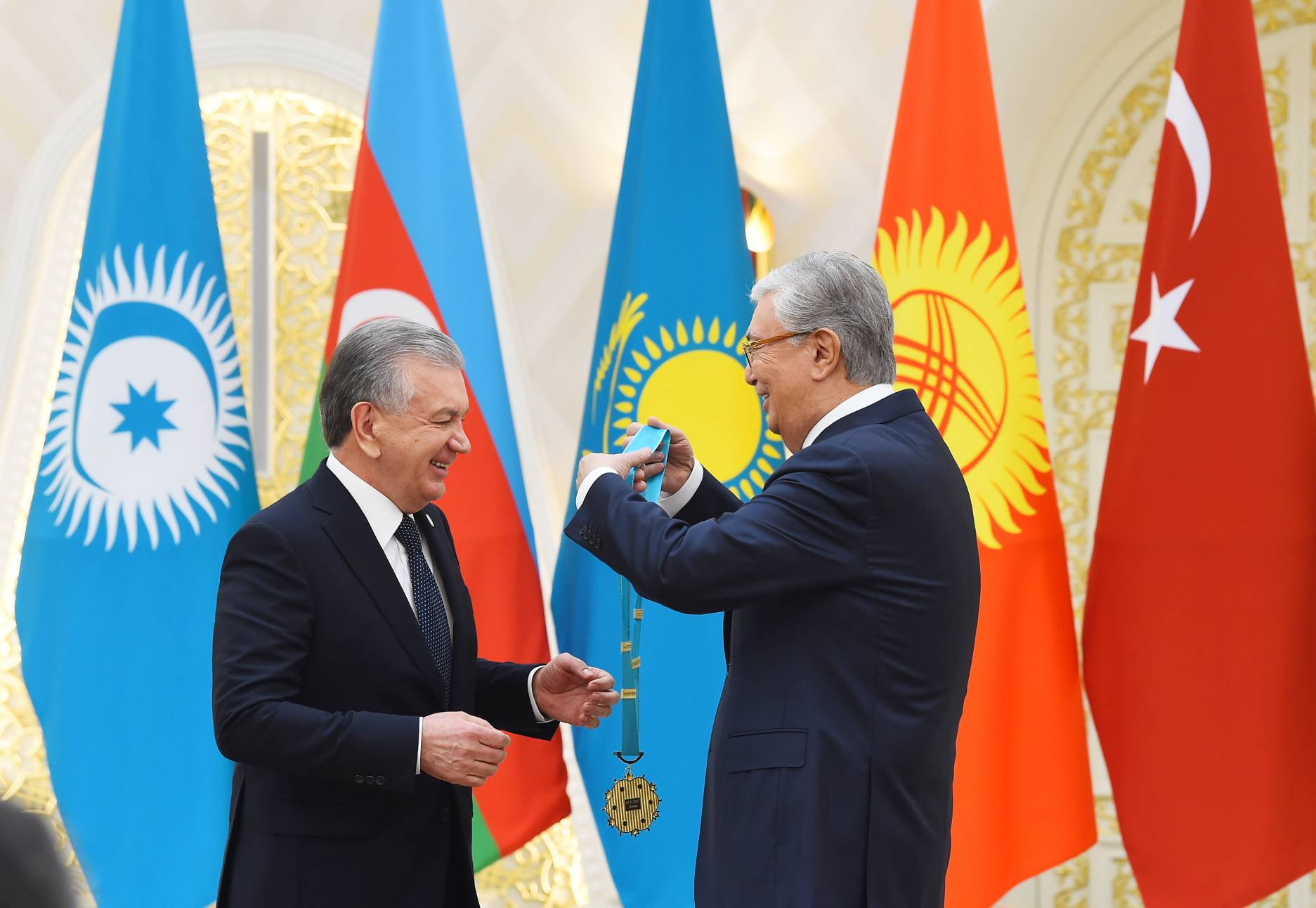
Le président de l'Ouzbékistan Shavkat Mirziyoyev reçoit la médaille par le président du Kazakhstan Kassym Jomart Tokayev (2023)

La médaille suprême du monde Turcique est la plus grande médaille de l'Organisation des États turciques . La médaille est décernée par le président mandataire de l'OET. Créée en 2019, la médaille est décernée pour un service exceptionnel rendu au monde turcique.

## Conception
La médaille suprême du monde Turcique a été designé Adam Yunisov, entièrement fabriqué à la main. Le design de la médaille est constitué de 6 étoiles octogonales représentant 6 États turciques, rassemblées autour d'un grand cercle autour de l'emblème de l'Organisation des États turciques . Chacune des six étoiles est surmontée d'un diamant, symbolisant l'avenir radieux et la riche histoire culturelle des États turciques.

## Récipiendaires
|   | Date             | Image | Nom                       | Rôle                                           | Source |
| - | ---------------- | ----- | ------------------------- | ---------------------------------------------- | ------ |
| 1 | 15 octobre 2019  |       | Noursoultan Nazarbaïev    | président du Kazakhstan                        | [ 3 ]  |
| 2 | 12 novembre 2021 |       | Ilham Aliyev              | président de l'Azerbaïdjan                     | [ 4 ]  |
| 3 | 11 novembre 2022 |       | Recep Tayyip Erdoğan      | Président turc                                 | [ 5 ]  |
| 4 | 11 novembre 2022 |       | Kurbankulu Berdimuhamedov | Président du Conseil populaire du Turkménistan | [ 6 ]  |
| 5 | 3 novembre 2023  |       | Shavkat Mirzioïev         | président de l'Ouzbékistan                     | [ 7 ]  |

## Source
1. ↑  (en) « press release », Organisation des états Turciques,‎ 15 mai 2023 (lire en ligne)
2. ↑  « Supreme Order of Turkic World Medal » [archive du 14 kasım 2021], www.behance.net (consulté le 10 novembre 2022)
3. ↑  « nazarbayev », assemblée kirghize,‎ 15 mai 2023 (lire en ligne)
4. ↑  (en) « Aliyev », Caspian news,‎ 15 mai 2023 (lire en ligne)
5. ↑  (en) « Erdogan », Anadolu Agency,‎ 15 mai 2023 (lire en ligne)
6. ↑  « Berdimuhammedov », Trt avaz,‎ 15 mai 2023 (lire en ligne)
7. ↑  (en) « President of Uzbekistan was awarded Supreme Order of Turkic World » [archive du 3 novembre 2023], Apa.az (consulté le 3 novembre 2023)